# Samad Nikkhah Bahrami
Mohammad Samad Nikkhah Bahrami (in persiano محمد صمد نیکخواه بهرامی‎; Teheran, 11 maggio 1983) è un cestista iraniano.

## Carriera
Gran parte della sua carriera si è sviluppata in patria, avendo avuto esperienze con diverse squadre appartenenti alla Iranian Basketball Super League.
Il suo esordio da professionista è avvenuto nel 2001 tra le file dell'Iran Nara, per poi passare al Sanam dove restò per un triennio. Successivamente continua a disputare il campionato iraniano alternandosi nel vestire le maglie di Saba Battery, Petrochimi Bandar e Mahram Tehran.
Nel 2008 approda nel massimo campionato francese per la sua prima parentesi fuori dai confini nazionali, diventando così il primo iraniano a giocare professionalmente in Francia: si legò inizialmente con il Cholet, ma rescisse il contratto consensualmente con la società. Firmò quindi un contratto annuale al Pau-Lacq-Orthez dove chiuse la stagione sostituendo Omar Thomas. Terminato questo periodo, Nikkhah Bahrami fece ritorno in Iran trasferendosi nuovamente al Mahram.
Dal 2004 è membro della sua Nazionale, arrivando poi a ricoprire il ruolo di capitano. Con gli iraniani ha anche partecipato alle Olimpiadi di Pechino 2008.
Aidin, fratello di Samad, era anch'egli un giocatore professionista di pallacanestro, prima di trovare la morte in un incidente stradale il 28 dicembre 2007.

## Palmarès

### Club
- Iranian Basketball Super League
  - Scudetti: 4
    - Sanam: 2003, 2005
    - Mahram: 2008, 2009
- FIBA Asia Champions Cup
  - Oro: 3
    - Saba Battery: 2007, 2008
    - Mahram: 2009

### Nazionale
- FIBA Asia Championship
  - Oro: 3
    - 2007, 2009, 2013
- Giochi asiatici
  - Bronzo: 1
    - 2006